# علي بن أبي العاص بن الربيع
علي بن أبي العاص بن الربيع، أحد أحفاد النبي محمد من كبرى بناته زينب، وكان النبي محمد أردفه على راحلته يوم الفتح.

## النسب
هو: علي بن أبي العاص بن الربيع بن عبد العزى بن عبد شمس بن عبد مناف، واسم أبي العاص: القاسم، وقيل: مقيسم، وقيل: لقيط، وقيل: مِهْشَم، وقيل: مُهَشِم، وقيل: هُشيم، وقيل: ياسر، وقيل: الزبير، وأمه: زينب بنت محمد، وهي بنت النبي محمد، وأخت فاطمة الزهراء سيدة نساء العالمين، وأم زينب: أم المؤمنين خديجة بنت خويلد، وتوفيت زينب سنة 7 هـ أو 8 هـ.
وأخته لأبيه وأمه أمامة بنت أبي العاص وهي التي تزوجها علي بن أبي طالب بعد موت فاطمة الزهراء.

## حياته
كان علي مسترضعًا في بني غاضرة، فضمه رسول الله ﷺ إِليه، وأبوه يومئذ مشرك، وقال رسول الله ﷺ: «من شاركني في بنيي فأنا أحق به منه وأيما كافر شارك مسلما في شئ فالمسلم أحق به منه». وفي رواية أخرى: استرضع في بني غاضِرة؛ فافتصله رسولُ الله ﷺ منهم، وأبو العاص مشرك بمكة، وقال: «مَنْ شَارَكَنِي فِي شَيْءٍ فَأَنَا أَحَقُّ بِهِ مِنْهُ».
وقال ابن الأثير الجزري: لما دخل رسول الله ﷺ مكة يوم الفتح أردف عليًا خلفه، وقال ابن حجر العسقلاني: وكان النبي ﷺ أردفه على راحلته يوم الفتح. وقال ابن عبد البر: كان رسول الله ﷺ قد أردفه على راحلته يوم الفتح، فدخل مكة وهو رديف رسول الله ﷺ.

## وفاته
قال الزبير: حدَّثني عمر بن أبي بكر الموصلي، قال: توفي علي بن أبي العاص وقد ناهز الحلم، وقال ابن منده: توفي وهو غلام في حياة النبي ﷺ، وقال ابن الأثير الجزري: وتوفي علي وقد ناهز الحلم في حياة رسول الله ﷺ، وقال ابن عساكر: ذكر بعض أهل العلم بالنسب أنه قتل يوم اليرموك.